# Eudem de Rodes
Eudem de Rodes (grec antic: Εύδημος ο Ρόδιος)  (Rodes, c. 350 aC - Rodes, c. 290 aC) va ser un filòsof grec i el primer historiador de la ciència, que va viure al tombant del segle iv aC. Era un dels més importants deixebles d'Aristòtil que va editar i vulgaritzar les obres del seu mestre. Tracta principalment qüestions de lògica, d’ètica i de teologia. Només es van conservar fragments i cites de la seva obra. Nogensmenys és rellevant en dues vessants: com a historiador de la ciència i com a editor de les obres d'Aristòtil.

## Vida
Eudem va néixer a l'illa de Rodes, però va viure gran part de la seva vida a Atenes, on va estudiar filosofia al Liceu d'Aristòtil. La col·laboració d'Eudem amb Aristòtil va ser llarga i és considerat com un dels seus més brillants deixebles. De fet, només Teofrast i Eudem, eren anomenats companys (ἑταῖροι) d'Aristòtil en lloc de deixebles. Quan Teofrast va ser escollit successor d'Aristòtil al Liceu, se suposa que Eudem va abandonar Atenes, probablement per anar a la seva illa de procedència, Rodes.
Poca cosa més coneixem de la seva vida, tot i que Simplici diu que un desconegut Damas va escriure una biografia del personatge.

## Obra
La Ética Eudèmia va ser considerada durant cert temps com una obra d'Eudem, tot i que avui en dia es considera una obra original d'Aristòtil, encara que pogués haver estat editada per Eudem anys més tard. No obstant això, quina part va tenir Eudem en la composició de l'obra principal (la Ètica a Nicòmac) continua incerta.
No es conserva cap de les seves obres, però per cites d'altres autors antics es pot establir que va escriure els següents llibres:
- Analítics (Aναλντικά o Kατηγοριαι), potser dos llibres diferents.
- Sobre el discurs (Περì λἑξἑως).
- Física (ϕνσικά).
- Història de la Teologia (θεολογίας Ιστορία)
- Sobre els angles (Περì γωνíας)
- Història de l'Aritmètica (̓Aριθμητικὴ ἱστορíα)
- Història de la Geometria (Γεωμετρικά ἱστορíα)
- Història de l'Astronomia (̓Aστρολογικὴ ἱστορíα)

També se li atribueixen una Història dels animals i una Història de Lindos, una ciutat de l'illa de Rodes.

### Historiador de la ciència
Malgrat que el terme «història (ἱστορíα)» en grec antic podia tenir tant el significat d'«història» com els de «recerca» o «investigació», tot fa pensar que les «històries» escrites per Eudem eren veritables històries de les ciències a les que feien referència: Geometria, Aritmètica, Astronomia, Teologia... En els seus escrits mostra com els coneixements pràctics dels egipcis i els babilonis van ser convertits en coneixement teòric pels grecs que van construir un sistema filosòfic coherent i comprensible.
- Sobre la seva Història de l'Aritmètica (Άριθμητικὴ ἱστορία) només en tenim un testimoni, dient que Eudem menciona el descobriment dels pitagòrics del fet que és possible connectar els intervals musicals amb els nombres enters.

- La seva Història de la Geometria és mencionada per molts altres autors incloent Procle, Simplici i Pappos d'Alexandria. Per ells sabem que el llibre estudiava l'obra de Tales de Milet, dels Pitagòrics, d'Oenopides i d'Hipòcrates de Quios.

- Es coneix força més coses de la Història de l'Astronomia de fonts com Teó d'Esmirna, Simplici, Diògenes Laerci, Climent d'Alexandria i altres. Amb aquestes dades es poden reconstruir amb certa cura els descobriments astronòmics grecs entre el 600 i el 350 aC, així com les teories astronòmiques que es van desenvolupar en aquest període.

Les altres dues històries atribuïdes a Eudem són més incertes.

### Editor de l'obra aristotèlica
Eudem, com Teofrast i altres deixebles d'Aristòtil, va comprometre's a mantenir el llegat intel·lectual del seu mestre de forma fiable i accessible. En va editar una llarga sèrie de publicacions, que es basaven en les obres originals d'Aristòtil, les notes personals de lectura, les pròpies recol·leccions, etcètera.
- La Física d'Eudem era una versió més compacta i didàctica que l'obra homònima d'Aristòtil.[1]
- Eudem va escriure dos o tres llibres sobre lògica (Analítics o Categories i Sobre el discurs), en els que probablement exposava les idees del mestre.[1]